# Kraftwerk am Kanal von Interlaken
Das Kraftwerk am Schifffahrtskanal von Interlaken ist ein frühes Kleinkraftwerk, mit dem das Gefälle zwischen dem Brienzersee und dem Thunersee zur Stromerzeugung ausgenützt wird.
Als im Jahr 1892 der Schifffahrtskanal vom Thunersee bis zum Bahnhof Interlaken West angelegt wurde, entstand zwischen dem Aarekanal, der vom Brienzersee am Bahnhof Interlaken-Ost vorbei nach Interlaken und zum Thunersee führt, und dem neuen Unterwasserkanal eine Staustufe von rund 3,5 m Höhe, an der die Licht- und Wasserwerke Interlaken zwei Jahre später das Kraftwerk errichteten. Schon beim Bau des Schifffahrtskanals hatte man für die Passage der Fische beim Stauwehr eine Fischtreppe angelegt.
Der im Kraftwerk erzeugte Strom diente vor allem der elektrischen Beleuchtung in Interlaken. Bei Betriebsaufnahme waren nur zwei Jonval-Turbinen der Bell Maschinenfabrik eingebaut, die 1897 durch eine dritte ergänzt wurden. Bereits von Beginn an waren auch zwei Erregerturbinen installiert. In dieser Konstellation hatte die Anlage eine Leistung von 600 PS.
1916 entstanden aus den Licht- und Wasserwerken Interlaken die Industriellen Betriebe Interlaken. 1924 wurde alle Turbinen durch Propellerturbinen von Ateliers de constructions mécaniques de Vevey (ACMV) ersetzt und 1932 durch verbesserte Saugrohre ergänzt.   
Das Kraftwerk hat eine installierte Leistung von 0,82 MW. Seit dem Umbau von 1932 ist es für eine Ausbauwassermenge von 30 m³ eingerichtet.
Zusätzlich liefert eine Dotierzentrale am Stauwehr mit einer Leistung von 300 kW jährlich 1,2 Mio. kWh Strom. Die Anlage wurde 1996 in Betrieb genommen.